# كيني آيرد
كيني آيرد (بالإنجليزية: Kenny Aird)‏ هو لاعب كرة قدم بريطاني في مركز نصف الجناح، ولد في 13 أبريل 1947 في غلاسكو في المملكة المتحدة. لعب مع تورونتو بليزارد وسانت جونستون ونادي اربوراث ونادي سانت ميرين ونادي سلتيك وهارت أوف ميدلوثيان.

## وصلات خارجية
- كيني آيرد على موقع قاعدة بيانات كرة القدم.إي يو (الإنجليزية)
- كيني آيرد على موقع عالم كرة القدم.نت (الإنجليزية)